# Jauchzet Gott in allen Landen
Jauchzet Gott in allen Landen (BWV 51) je první verš a zároveň název kantáty pro sólový soprán od Johanna Sebastiana Bacha.

## Okolnosti vzniku
Autor textu ani přesný rok vzniku kantáty nejsou známy. Skladby byla zkomponována v Lipsku pro 15. neděli po Svaté Trojici. Jako pravděpodobný rok vzniku je považován rok 1730.